# Sydenham (Londres)
Pour les articles homonymes, voir Sydenham.

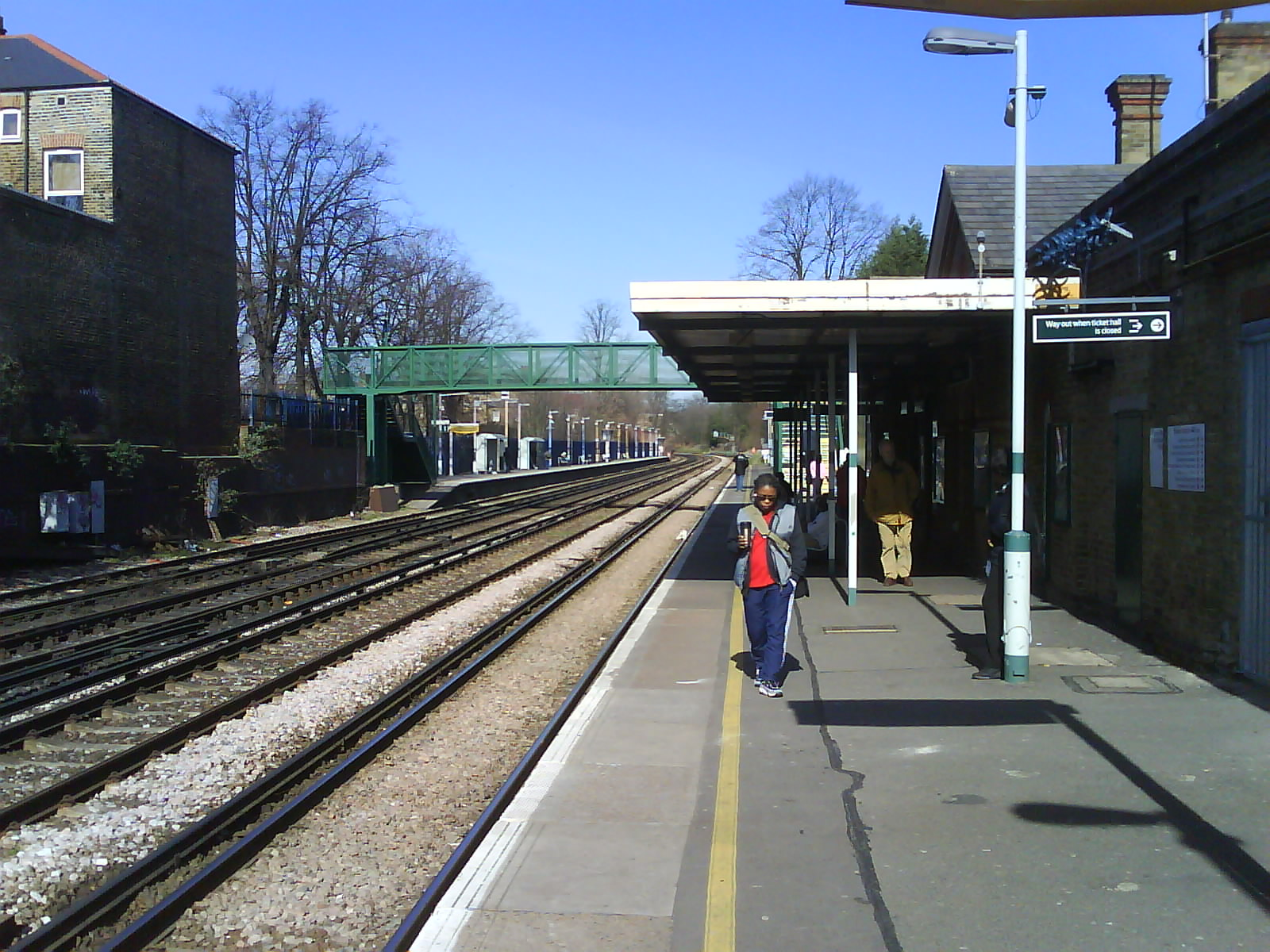
Station de Sydenham

Sydenham  est un district de la banlieue sud de Londres située dans le borough londonien de Lewisham.

## Personnalités liées à la commune
- Thomas Colman Dibdin
- Camille Pissarro, peintre, y a résidé et a représenté la ville dans un tableau de 1871[1].
- Samuel Laing (1812-1897), y est décédé.
- Joseph Paxton  (1803-1865) y  est décédé.